# Господин Баирков
Господин Милков Баирков е български юрист и политик, кмет на Стара Загора в периода юни – октомври 1921 г.

## Биография
Роден е през 1885 г. в Чирпан. Завършва мъжката гимназия в Стара Загора, а после следва юридически науки в София и Брюксел. Взема участие в Балканската и Първата световна война. Членува в БЗНС. Умира през 1939 г.